# Monochaetia dimorphospora
Monochaetia dimorphospora är en svampart som beskrevs av T. Yokoy. 1975. Monochaetia dimorphospora ingår i släktet Monochaetia och familjen Amphisphaeriaceae.   Inga underarter finns listade i Catalogue of Life.